# 革苞菊
革苞菊（学名：Tugarinovia mongolica）为菊科革苞菊属下的一个种。种名mongolica意为蒙古的。